# The Shape of Water
The Shape of Water és una pel·lícula estatunidenca fantàstica i romàntica coescrita, coproduïda i dirigida per Guillermo del Toro, estrenada l'any 2017, estrenada a l'Estat espanyol amb el títol La forma del agua.
Es va presentar en selecció oficial a la Mostra de Venècia 2017on, gran favorit de la crítica, assoleix el Lleó d'Or. També va guanyar l'Oscar a la millor pel·lícula i Oscar al millor director en l'edició de 2018.

## Argument
Durant la Guerra freda, l'any 1962. Elisa, muda, treballa com a dona de fer feines en un laboratori on és retingut presoner un home amfibi. La jove treballadora s'enamora de la criatura. Amb l'ajuda del seu veí, decideix alliberar-lo. Ignora, no obstant això, que el món exterior també serà perillós per a ell.

## Repartiment
- Sally Hawkins: Elisa Esposito
- Michael Shannon: Coronel Richard Strickland
- Octavia Spencer: Zelda Fuller
- Doug Jones: l'home amfibi
- Michael Stuhlbarg: Robert Hoffstetler
- Lauren Lee Smith: Elaine Strickland
- Richard Jenkins: Giles, el veí d'Elisa
- Nick Searcy: Coronel Hoyt
- David Hewlett: Fleming
- Dru Viergever: un policia militar

## Producció

### Gènesi i desenvolupament
En un dinar amb Daniel Kraus a finals de 2011 per evocar la sèrie animada Caçadors de Trolls, Guillermo del Toro explica al seu interlocutor que sempre ha volgut fer un film sobre un home amfibi. Daniel Kraus li respon aleshores que té una idea de novel·la: la història d'un conserge que descobreix una criatura viva al subsòl d'una estructura governamental i que la porta a viure a casa seva. El director queda seduït per aquesta idea genial i en compra els drets. Guillermo del Toro coescriu a continuació el film amb Vanessa Taylor, que ha escrit una vintena d'episodis de Game of Thrones o el film Divergent (2014).
Per a la concepció de la criatura aquàtica, Guillermo del Toro va demanar als seus col·laboradors que evitessin inspirar-se en el disseny d'Abe Sapien (que va crear ell mateix per a Hellboy i Hellboy II: L'exèrcit daurat) o per al monstre de La dona i el monstre (Jack Arnold, 1954). Explica inspirar-se aquí en estampes japoneses (sobretot La Carpa de Hiroshige), en motius de peixos japonesos i de salamandres.

### Repartiment dels papers
Doug Jones havia treballat en diversos films de Guillermo del Toro, sovint sota un disfressa: Mimic (1997), Hellboy (2004), El laberinto del fauno (2006), Hellboy II (2008) i Crimson Peak (2015).

### Rodatge
El rodatge comença l'agost de 2016, com ho confirma Guillermo del Toro en el seu compte Twitter el mateix dia. Té lloc al Canadà, sobretot a Toronto (Cinespace Productoras, Massey Hall, Elgin Theatre) i a Hamilton. S'acaba el 6 de novembre de 2016.

## Crítica
- "Del Toro està en forma amb aquesta fantasia romàntica tendra, concebuda de manera enlluernadora, encapçalada per l'extraordinària Sally Hawkins (...) Traspuant art, empatia i sensualitat per tots els porus"[6]

- "Inundada de plaers constantment sorprenents (...) Guillermo del Toro desplega pur encantament (...) Centrada en una exquisida interpretació de Sally Hawkins que transmet delicadesa i fortalesa alhora"[7]

- "Un arrabassador idil·li ambientat en els 60, dolç, trist i sexy (...) És menys exercici artístic febril que els seus treballs recents; més constant i satisfactori en la manera en què ordena el seu material (…) Puntuació: ★★★★ (sobre 5)"[8]

- No sembla un film gaire diferent d'altres de Del Toro, un creador abonat al poder de l'imaginari fantàstic[9]